# 嘉月絵理
嘉月 絵理（よしづき えり、3月18日 - ）は、日本の女優。元宝塚歌劇団月組の男役。元月組副組長。
東京都世田谷区、都立松原高等学校出身。身長164.5cm。愛称は「えり」。

## 来歴
1987年、宝塚音楽学校入学。
1989年、宝塚歌劇団に75期生として入団。星組公演「春の踊り／ディガ・ディガ・ドゥ」で初舞台。
1990年、組まわりを経て月組に配属。
2005年12月26日付で月組副組長に就任。
2007年11月11日、「MAHOROBA／マジシャンの憂鬱」東京公演千秋楽をもって、宝塚歌劇団を退団。

## 人物
実父は俳優の南原宏治、実母は宝塚OGでもある上月左知子である。

## 宝塚歌劇団時代の主な舞台

### 初舞台
- 1989年3 - 5月、星組『春の踊り』『ディガ・ディガ・ドゥ』（宝塚大劇場のみ）

### 組まわり
- 1989年6 - 8月、花組『ロマノフの宝石』『ジタン・デ・ジタン』（宝塚大劇場のみ）
- 1989年11月、雪組・花組・星組・専科『ベルサイユのばら-アンドレとオスカル編-』（東京宝塚劇場のみ）

### 月組時代
- 1990年2月、『大いなる遺産／ザ・モダーン』新人公演：ドルジ・オーリック（本役：波音みちる）
- 1991年3月、『ベルサイユのばら -オスカル編-』新人公演：アラン・ド・ソワソン（本役：久世星佳）
- 1991年5月、『紫陽の花しずく』（バウ）仙吉
- 1991年9月、『銀の狼／ブレイク・ザ・ボーダー』新人公演：トランティニアン（本役：若央りさ）
- 1992年1月、『珈琲カルナバル／夢・フラグランス』新人公演：パウロ（本役：若央りさ）
- 1992年2月、『ボンジュール・シャックスパー!』（バウ）サリアード
- 1992年7月、『PUCK／メモリーズ・オブ・ユー -懐かしき時代・美しき人々-』新人公演：オベロン（本役：真織由季）
- 1992年9月、『珈琲カルナバル／夢・フラグランス』（全国ツアー）エステバン
- 1993年4月、『グランドホテル／BROADWAY BOYS』ショーファー、新人公演：オッテルンシュラーグ（本役：汝鳥伶）
- 1994年1月、『風と共に去りぬ』新人公演：マミー（本役：星原美沙緒）
- 1994年6月、『エールの残照／TAKARAZUKA・オーレ』アレック・ボルトン、新人公演：ファテー・シン国王（本役：大峯麻友）
- 1994年8月、『WANTED』（バウ・東京特別・名古屋特別）アルヌー
- 1994年12月、『ローン・ウルフ』（バウ・東京特別）エーリヒ
- 1995年5月、『結末のかなた』（バウ・東京特別・名古屋特別）浦瀬秘書官
- 1995年6月、『ハードボイルドエッグ／EXOTICA!』（東宝）新人公演：ジョージ（本役：久世星佳）
- 1995年8月、『ME AND MY GIRL』新人公演：パーチェスター（本役：汐風幸）
- 1996年1月、『訪問者』（バウ・東京特別）音二／ジャン
- 1996年9月、『チェーザレ・ボルジア -野望の軌跡-／プレスティージュ』アガピート
- 1996年12月、『バロンの末裔／グランド・ベル・フォリー』ブルンクリー
- 1997年6月、『EL DORADO』トーレス
- 1997年9月、『チェーザレ・ボルジア -野望の軌跡-／プレスティージュ』（全国ツアー）アガピート
- 1998年2月、『WEST SIDE STORY』ビッグ・ディール
- 1998年7月、『永遠物語』（バウ）吉岡大尉
- 1998年9月、『黒い瞳／ル・ボレロ・ルージュ』トリオ（勇気）
- 1998年11月、『シンデレラ・ロック』（バウ）ゴッドマザー
- 1999年3月、『うたかたの恋／ミリオン・ドリームズ』（全国ツアー）ゼップス
- 1999年5月、『螺旋のオルフェ／ノバ・ボサ・ノバ』エドアール
- 1999年7月、『ブエノスアイレスの風』（神戸特別・東京特別）リカルド
- 1999年10月、『夢幻花絵巻／ブラボー!タカラヅカ』（北京・上海）
- 1999年11月、『うたかたの恋／ブラボー!タカラヅカ』（全国ツアー）ゼップス
- 2000年2月、『LUNA／BLUE MOON BLUE』ドクトルゲノム
- 2000年8月、『LUNA／BLUE MOON BLUE』（博多座）ドクトルゲノム
- 2000年9月、『ゼンダ城の虜／ジャズマニア』パーシー
- 2001年1月、『いますみれ花咲く／愛のソナタ』ベンヤミン
- 2001年3月、『Practical Joke ワルフザケってことにしといてくれよ』（シアタードラマシティ・東京特別）サンダンス／ビッドリオ
- 2001年5月、『愛のソナタ／ESP!!』ベンヤミン
- 2001年7月、『月組エンカレッジコンサート』（バウ）
- 2001年8月、『大海賊／ジャズマニア』拝み屋
- 2001年10月、『血と砂』（バウ・東京特別）グァルティオラ刑事
- 2002年1月、『ガイズ&ドールズ』アーヴァイト
- 2002年6月、『SLAPSTICK』（バウ・東京特別）ヘンリー・パテ・レアマン
- 2002年10月、『Switch -75thコラボレーション-』（バウ）
- 2003年2月、『長い春の果てに／With a song in my heart』（中日）ベルナール
- 2003年4月、『花の宝塚風土記／シニョール ドン・ファン』アラン
- 2003年9月、『なみだ橋　えがお橋』（バウ・東京特別）長兵衛
- 2003年11月、『薔薇の封印』ラファエル／ドクトル・シュミット／ドクター・スミス
- 2004年4月、『愛しき人よ』（バウ・東京特別）ジュネディーヌ・アンリ
- 2004年6月、『飛鳥夕映え／タカラヅカ絢爛II -灼熱のカリビアン・ナイト-』唐津
- 2004年11月、『THE LAST PARTY』（バウ・東京特別）YOSHIZUKI（マックス）
- 2005年2月、『エリザベート』マダム・ヴォルフ
- 2005年7月、『BourbonStreet Blues』（バウ）ジェラルド／フェルッティ／キューザック
- 2005年9月、『JAZZYな妖精たち／REVUE OF DREAMS』エシルト
- 2006年2月、『あかねさす紫の花／REVUE OF DREAMS』（全国ツアー）中臣鎌足
- 2006年5月、『暁のローマ／レ・ビジュー・ブリアン』セルヴィーリア
- 2006年10月、『あかねさす紫の花／レ・ビジュー・ブリアン』（全国ツアー）中臣鎌足
- 2007年1月、『パリの空よりも高く／ファンシーダンス』ドミニック・パチコーフ
- 2007年5月、『大坂侍』（バウ・東京特別）黒門久兵衛
- 2007年8月、『MAHOROBA -遥か彼方 YAMATO-／マジシャンの憂鬱』ラースロ 退団公演

## 宝塚歌劇団退団後の主な活動

### 舞台
- THEATRE MOMENTS vol.14 『マクベス - シアワセのレシピ』マクベス夫人（2010年5月、シアターΧ）
- 東宝『レ・ミゼラブル』（2011年4月 - 6月）
- TAKARAZUKA WAY TO 100th ANNIVERSARY vol.4『エリザベート スペシャル ガラ・コンサート』（2012年11月 - 12月、東急シアターオーブ・梅田芸術劇場）[5]
- 『何処へ行く』（2014年3月、シアター1010）
- ミュージカル『マリオネット』ナポレオン（2014年5月 - 6月、六行会ホール）
- ニールサイモン「映画に出たい」スティフィー(2014年9月)
- ミュージカル座 ミュージカル『タイム・フライズ』（2014年12月、シアター1010） - 剣持和子
- e-stage『幸せの王子』(2015年3月、神戸灘区民ホール) ※主演
- 『コンクラーベ』（2015年5月） - カレルレンゴ・アスカーニオ
- 『誓い〜奇跡のシンガー』（2015年9月、中野区野方区民ホール・クレオ大阪中央大ホール・いわきアリオス中劇場）
- 朗読劇『時空を旅する女たち』（2015年12月、なかの芸能小劇場）
- 『マリオネット』（2016年5月、六行会ホール）
- 『ママの恋人』（2016年7月、中目黒キンケロ・シアター）
- 『ダンスレボリューション～ホントのワタシ～2016』（2016年8月、築地本願寺 ブディストホール）
- 朗読ミュージカル『山崎陽子の世界』（2017年11月、紀尾井小ホール）
- 『龍馬とryoma』（2018年3月、杉並区立杉並芸術会館 座・高円寺2）
- 朗読ミュージカル『山崎陽子の世界』（2018年4月、大丸心斎橋劇場）
- 『リーディング・ミュージカル スウィングしなけりゃ意味がない』（2018年5月、渋谷シダックスカルチャーホール）
- 『月とサンポーレ!!』（2018年1月、中目黒キンケロ・シアター）
- 『龍馬からの手紙』（2018年7月、セシオン杉並）
- 『五・五合目の海』（2018年9月、シアターグリーン）
- 『月とサンポーレ!!』（2018年10月、宝塚大学 アートヒルホール）
- 『鬼女』（2019年3月、杉並区立杉並芸術会館 座・高円寺2）
- 『YESTERDAY ONCE MORE 〜あの時君は若かった〜』（2019年4月、武蔵野芸能劇場）
- 『TO BE OR NOT TO BE 〜生きてるの?死んでるの』（2019年7月、築地本願寺 ブディストホール）
- 『SUNSHINE～朝子と麻子の夢』（2020年5月、築地本願寺 ブディストホール）[注釈 1][6]
- 『エリザベートTAKARAZUKA25周年スペシャル・ガラ・コンサート』（2021年4 - 5月、梅田芸術劇場・東急シアターオーブ）[7]
- 『シャイニング・ハート』（2021年9月、北沢タウンホール）[8]
- 『Blowing!』（2021年11月、CBGKシブゲキ!!）[9]
- 『陽炎』（2022年9 - 10月、シアターグリーン）[10]
- 『CHICACO 2023』（2023年4 - 5月、キンケロシアター・ラゾーナ川崎プラザソル・一心寺シアター倶楽）[11]